# Пройетти
Пройетти (также Пескьяроли) — итальянская преступная организация, действовавшая в Риме в конце 1960-х — начале 1980-х годов.
В начале 1980-х годов была главным участником кровопролитной войны против соперничающего клана банда делла Мальяна, в результате которой оказалась ликвидированной, получив очень серьёзные потери в результате серии убийств и покушений.

## История

### Клан
Родом из римского района Монтеверде и владельцев рыбных прилавков на местных рынках Иоанна Божего и Олимпии Майдалькини, «пескароли», названные так именно из-за своей деятельности, были менеджерами некоторых казино и, прежде всего, занимались незаконной деятельностью, такой как ростовщичество и управление незаконными ставками.
Их структура состояла из братьев, двоюродных братьев и других родственников. Главой семьи был Джованни Пройетти, 1907 года рождения, отец 11 детей, среди которых активными участниками группы были: Фернандо («Боксёр»), Маурицио («Пескетто»), Марио («Палле д'оро») и Энрико. Другими значительными членами клана были: его двоюродный брат Энрико («Эр Кане») и три его сына: Мауро, Орацио и Мариано.

### Война с Банда делла Мальяна
Хорошо интегрированный в среду римских ипподромов, клан имел тесные связи с Франко Николини, известным как «преступник франчайзинга» и организатором подпольных ставок на римском ипподроме Тор ди Валле. Николини был застрелен некоторыми членами сформированной Банды делла Мальяны, которые с тех пор установили свой контроль в мире римских ставок. В итоге «пескароли» потеряли все привилегии, вытекающие из контроля над этой территорией. 13 сентября 1980 года они отомстили тем, кто осмелился лишить их этого прибыльного раунда ставок. Фернандо («Боксёр» и Маурицио («Пескетто») ждали, когда Франко Джузепуччи («Эр-негр») и босс Банды делла Мальяна выйдет из бильярдной в баре Castelletti на площади Сан-Козимато в Трастевере, а затем убили его, запустив двигатель Renault 5, и исчезли на мотоцикле Honda 500. В их план также входила казнь другого члена группы, Доменико Дзумпано («Блондин Миммо») которого, однако, так и не нашли.
27 октября 1980 года, когда Энрико Эр Кане собирался сесть в машину, рядом с ним подъехал Fiat 132, и несколько выстрелов из пистолета и винтовки его ранили.
27 февраля и 31 октября 1980 года сначала Орацио, а затем его отец Энрико Эр Кане были ранены в двух засадах, из которых им чудом удалось бежать.
23 января 1981 года связанный с «пескароли» Орацио Бенедетти был убит в игровой комнате на улице Виа Рубиконе в районе Саларио по обвинению в том, что он распространил весть об убийстве Джузеппуччи; Эдоардо Тоскано выстрелил ему в голову из пистолета, прикрытого плащом.
Вечером 16 марта 1981 года Маурицио позвонил Пескетто и его брату Марио Палле д'оро (последний чудом избежал ещё одной засады 12 декабря 1980 года), в то время как они были перехвачены двумя членами Банды делла Мальяна (Антонио Манчини и Марчелло Колафигли). В последовавшей перестрелке Маурицио был застрелен.
В списке подлежащих устранению Пройетти все еще был один человек, Фернандо Иль Пугиле, которого спасли, поскольку его арестовали в тот же вечер, когда произошло убийство Джузеппуччи. Когда он вышел из тюрьмы в 1982 году, люди из Мальяны немедленно стали следить за ним, и 30 июня 1982 года он был убит.
Наконец, 14 декабря 1982 года был убит и Мариано (сын Энрико), но на этот раз группировками, не имеющими отношения к Банде делла Мальяне.

## Память
Фигура клана Пройетти нашла отражение в персонажах семьи Гемито в книге «Криминальный роман», написанной в 2002 году Джанкарло Де Катальдо и в одноимённом фильме 2005 года режиссёра Микеле Плачидо, оба на основе реальных событий Banda della Magliana. В телесериале режиссёра Стефано Соллимы роли братьев Гемито исполняли Альберто Гасбарри (Ремо) и Симоне Мори (Маурицио).